# Type 95 Ha-Go
De Type 95 Ha-Go (Japans: 九五式軽戦車 ハ号, kyūgo-shiki kei-sensha Ha-Gō) is een Japanse lichte tank gebruikt tijdens de Tweede Wereldoorlog.